# Оружейное законодательство в Вермонте
Оружейное законодательство в Вермонте регулирует вопросы продажи, хранения и применения огнестрельного оружия и патронов к нему в штате Вермонт, США.
Вермонт входит в число штатов с наиболее либеральным законодательством в вопросах оборота оружия. Это во многом связано с сильными охотничьими традициями на территории штата. Продавцы оружия обязаны вести учёт проданного оружия. На территории школ и в зданиях суда ношение оружия запрещено.
Для ношения оружия, скрытого или открытого, фактически не требуется никаких разрешений. Такая позиция штата во многом завязана на дословном толковании Второй поправки к Конституции США, не упоминающей о каких-либо ограничениях, касающихся владения оружием (дословно — право народа хранить и носить оружие не должно нарушаться).
Вермонт является единственным штатом США, где такая ситуация действовала всегда (к слову, конституционное право на ношение оружия без каких-либо лицензий нередко ассоциируется с названием штата — Вермонтское ношение). Также, законодательство Вермонта не делает различий между резидентами и нерезидентами штата — от приобретения лицензий и разрешений на владение оружием, до ношение оружия на территории штата освобожден каждый.
Право граждан Вермонта на ношение оружия для собственной защиты было установлено еще в 1777 году Конституцией Вермонта (в то время он являлся независимым государством), за 14 лет до принятия Билля о правах.
В 2018 году были запрещены магазины вмещающие более 10 патронов для длинноствольного оружия и более 15 патронов для короткоствольного оружия

## Характеристики
| Показатель                                                          | Длинноствольное оружие | Короткоствольное оружие | Ссылка на закон      | Примечания |
| ------------------------------------------------------------------- | ---------------------- | ----------------------- | -------------------- | --- |
| Необходимость разрешения на приобретение                            | Нет                    | Нет                     |                      | |
| Необходимость регистрации оружия                                    | Нет                    | Нет                     |                      | |
| Ограничения на штурмовое оружие                                     | Нет                    | Нет                     |                      | |
| Ограничения на емкость магазина                                     | Да                     | Да                      |                      | 10 и 15 патронов соответственно |
| Необходимость лицензии на владение                                  | Нет                    | Нет                     |                      | |
| Необходимость разрешения на ношение                                 | Нет                    | Нет                     | Vermont Firearm Laws | Граждане США и находящиеся здесь на законных основаниях иностранцы имеют право на открытое и скрытое ношение оружия без каких-либо разрешений. |
| Возможность открытого ношения                                       | Да                     | Да                      |                      | |
| Приоритет законодательства штата над местным законодательством      | Да                     | Да                      |                      | |
| Ограничения согласно Национальному закону «Об огнестрельном оружии» | Нет                    | Нет                     |                      | Глушители были легализованы в Вермонте 17 июня 2015 года.                                                                                      |
| Проверки при приобретении оружия частными лицами                    | Нет                    | Нет                     |                      | |